# 二本榎連続一家殺人事件
二本榎連続一家殺人事件（にほんえのきれんぞくいっかざんさつじけん）とは1909年11月21日に東京・芝区二本榎で一家5人が殺害され、2年後の1911年11月13日にも二本榎町で一家3人が殺害された事件。

## 事件

### 高輪一家5人殺人事件
1909年11月21日、二本榎の高輪で郵船会社「川上丸」の船長・工藤嘉三郎宅で妻・たか（33歳）、長男・嘉雄（8歳）、長女・かつ（10歳）、次男・長男（2歳）、女中・民（21歳）の5人が惨殺される事件が発生した。このとき嘉三郎は航海中であったため家を留守にしていた。5人はいずれも鉞のような物で撲殺されており、脳漿と血が辺り一面に飛び散り、民の眼球は露出した状態であり、現場に急行した高輪署長と2人の刑事も思わず目を背けるほど凄惨な状態であった。

#### 捜査
警視庁からも刑事課長・武東晴一が部下を引き連れて駆けつけ周致なる捜査がなされた。その後、近所の薪炭商の息子・高岡宗太郎が容疑者として挙げられたが、42日間の拘留ののち釈放。翌1910年9月には、京都で捕縛の窃盗犯・斎藤金三郎が自白したが、虚偽の自白と判明し事件は迷宮入りとなり、工藤宅は取り壊され風呂屋となり、5人の冥福を祈って地蔵が据られた。

### 高輪一家3人殺人事件
2年後の1911年11月14日朝8時頃、芝車町の大工が瀬戸物屋の小沢丑蔵宅を尋ねたが返事がなく不審に思い、勝手口を回るとガラス戸が空いており、八畳の部屋に前日に撲殺された小沢丑蔵（28歳）と妻・ふく（20歳）と手伝いの塩野安次郎（14歳）の3人の死体が発見された。現場はたんすなどが漁られ、強盗目的での犯行だと認定されただちに捜査が開始された。被害品の有無を調べたがはっきりせず、同家にあった布切れから、新調した模様付きの羽二重の男性用長襦袢が盗られた物と推測し、それを頼りに古物屋などを捜査したが、何も発見できず事件は迷宮入りになろうとしていた。1912年6月13日に被害者丑蔵の妹・さちが被害者宅の瀬戸物倉庫内にあった植木鉢の中に、地に染った空のがま口と手拭い1本が落ちていたと届けた。その重要な遺留品も元に捜査したが、結局何らの端緒も得られることができずにいた。しばらくして中村国太郎が有力なる容疑者として逮捕されたが、取り調べ中に牢屋の格子で首を吊り自殺、冤罪を訴えての抗議の死であったことから事件はまたもや迷宮入りかと思われた。翌1913年8月20日に警視庁は真犯人を発表し、小沢丑蔵宅から盗まれた衣類から足がつき、鳶職の安尾鎌太郎（24歳）という青年が逮捕され鎌太郎は工藤一家殺しも自供した。

### 鎌太郎の自供
犯行当時19歳であった鎌太郎は品川遊郭で女遊びを覚え、金銭に困っての犯行であった。5人を殺害後に被害者の残忍な死に様に脅え逃走したことが手がかりが残らない結果となった。

### 鎌太郎の生い立ち
鎌太郎は船頭の常次郎の次男として深川で生まれた、11歳までに尋常小学校で4年生まで勉強に務めた。その後間もなく叔母の養子となり家業に励むが16 - 17歳頃に遊郭に通うことに興味を持ち始めた。

### 裁判・鎌太郎の最期
1914年に鎌太郎に死刑が宣告され、1915年6月18日に死刑が執行された。鎌太郎は改悛せず、不敵なる態度で刑が執行された。